# Forest-l'Abbaye
Forest-l'Abbaye é uma comuna francesa na região administrativa de Altos da França, no departamento de Somme. Estende-se por uma área de 3,3 km². Em 2010 a comuna tinha 318 habitantes (densidade: 96,4 hab./km²).